# Ralph Kaplowitz
Ralph Kaplowitz (Bronx, Nueva York, 18 de mayo de 1919-Queens, Nueva York, 2 de febrero de 2009) fue un jugador de baloncesto estadounidense que disputó dos temporadas en la BAA, desarrollando el resto de su carrera en la ABL. Con 1,88 metros de estatura, jugaba en la posición de escolta.

## Trayectoria deportiva

### Universidad
Jugó durante tres temporadas con los Violets de la Universidad de Nueva York, y ya en la primera de ellas acabó como segundo mejor anotador de su equipo, con 183 puntos, siendo elegido All-American por la revista Collier's Magazine, y en el segundo mejor quinteto del área metropolitana de Nueva York. El año siguiente lideró a los Violets en anotación, con 196 puntos, pero su equipo no recibió invitación para jugar la postemporada. En 1942 fue nombrado capitán del equipo, pero fue llamado a filas para combatir en la Segunda Guerra Mundial.

### Profesional
A su regreso de la guerra, acabó sus estudios y fichó por los Philadelphia Sphas de la ABL, donde fue el tercer mejor anotador del equipo, promediando 10,6 puntos por partido, perdiendo la final del campeonato ante los Baltimore Bullets.
El año siguiente fichó por los New York Knicks de la recién creada BAA, logrando la primera victoria en la historia de la liga ante los Toronto Huskies, junto con sus compañeros Sonny Hertzberg, Stan Stutz, Hank Rosenstein, Leo Gottlieb, Jake Weber y Ossie Schectman, autor de la primera canasta del campeonato. Gottlieb acabó con 7 puntos, formando parte del quinteto titular. Mediada la temporada fue traspasado a los Philadelphia Warriors, donde fue uno de los mejores de su equipo, promediando 7,0 puntos por partido, logrando además ganar las finales de la BAA a los Chicago Stags por 4–1.
El año siguiente su rendimiento bajó, promediando 3,9 puntos por partido, pero a pesar de ello llegó a disutar nuevamente las Finales, perdiendo en esta ocasión ante los Baltimore Bullets.
Regresó a la ABL en 1948 para jugar con los Hartford Hurricanes, acabando como octavo mejor anotador de la competición, promediando 13,9 puntos por partido. El año siguiente volvió a ser uno de los jugadores más destacados del equipo, promediando 10,7 puntos por partido, retirándose un año después en los Bridgeport Aer-A-Sols.

#### Estadísticas en la BAA

##### Temporada regular
| Temporada | Edad | Equipo                | Liga | P   | TIT | MIN | TC  | TCA  | %TC  | 3P | 3PA | %3P | TL  | TLA | %TL  | R.OF. | R.DEF. | REB | ASIS | ROB | TAP | PER | FP  | PTS |
| 1946-47   | 27   | TOTAL                 | BAA  | 57  |     |     | 2.6 | 9.3  | .274 |    |     |     | 1.9 | 2.6 | .735 |       |        |     | 0.7  |     |     |     | 2.1 | 7.1 |
| 1946-47   | 27   | New York Knicks       | BAA  | 27  |     |     | 2.6 | 10.1 | .259 |    |     |     | 1.9 | 2.6 | .732 |       |        |     | 0.9  |     |     |     | 2.1 | 7.2 |
| 1946-47   | 27   | Philadelphia Warriors | BAA  | 30  |     |     | 2.5 | 8.6  | .291 |    |     |     | 2.0 | 2.7 | .738 |       |        |     | 0.4  |     |     |     | 2.2 | 7.0 |
| 1947-48   | 28   | Philadelphia Warriors | BAA  | 48  |     |     | 1.5 | 6.1  | .243 |    |     |     | 1.0 | 1.3 | .783 |       |        |     | 0.4  |     |     |     | 2.1 | 3.9 |
| Total     |      |                       | BAA  | 105 |     |     | 2.1 | 7.8  | .263 |    |     |     | 1.5 | 2.0 | .749 |       |        |     | 0.5  |     |     |     | 2.1 | 5.6 |

##### Playoffs
| Temporada | Edad | Equipo                | Liga | P  | MIN | TCA | TC  | 3PA | 3P | TLA | TL | R.OF. | REB | ASIS | ROB | TAP | PER | FP | PTS | %TC  | %3P | %FT  | MIN | PTS | REB | AST |
| 1946-47   | 27   | Philadelphia Warriors | BAA  | 10 |     | 22  | 98  |     |    | 22  | 27 |       |     | 6    |     |     |     | 25 | 66  | .224 |     | .815 |     | 6.6 |     | 0.6 |
| 1947-48   | 28   | Philadelphia Warriors | BAA  | 13 |     | 32  | 93  |     |    | 22  | 29 |       |     | 7    |     |     |     | 22 | 86  | .344 |     | .759 |     | 6.6 |     | 0.5 |
| Total     |      |                       | BAA  | 23 |     | 54  | 191 |     |    | 44  | 56 |       |     | 13   |     |     |     | 47 | 152 | .283 |     | .786 |     | 6.6 |     | 0.6 |